# Elsässer Weinstraße

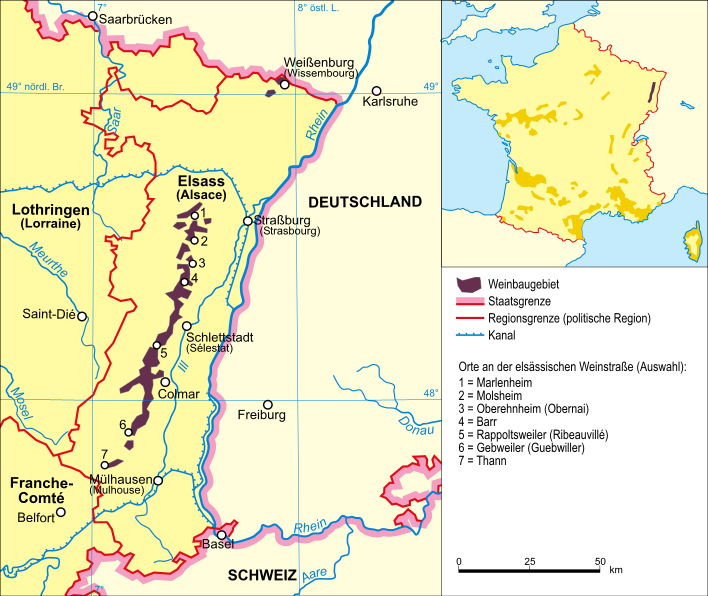
Das Weinbaugebiet Elsass

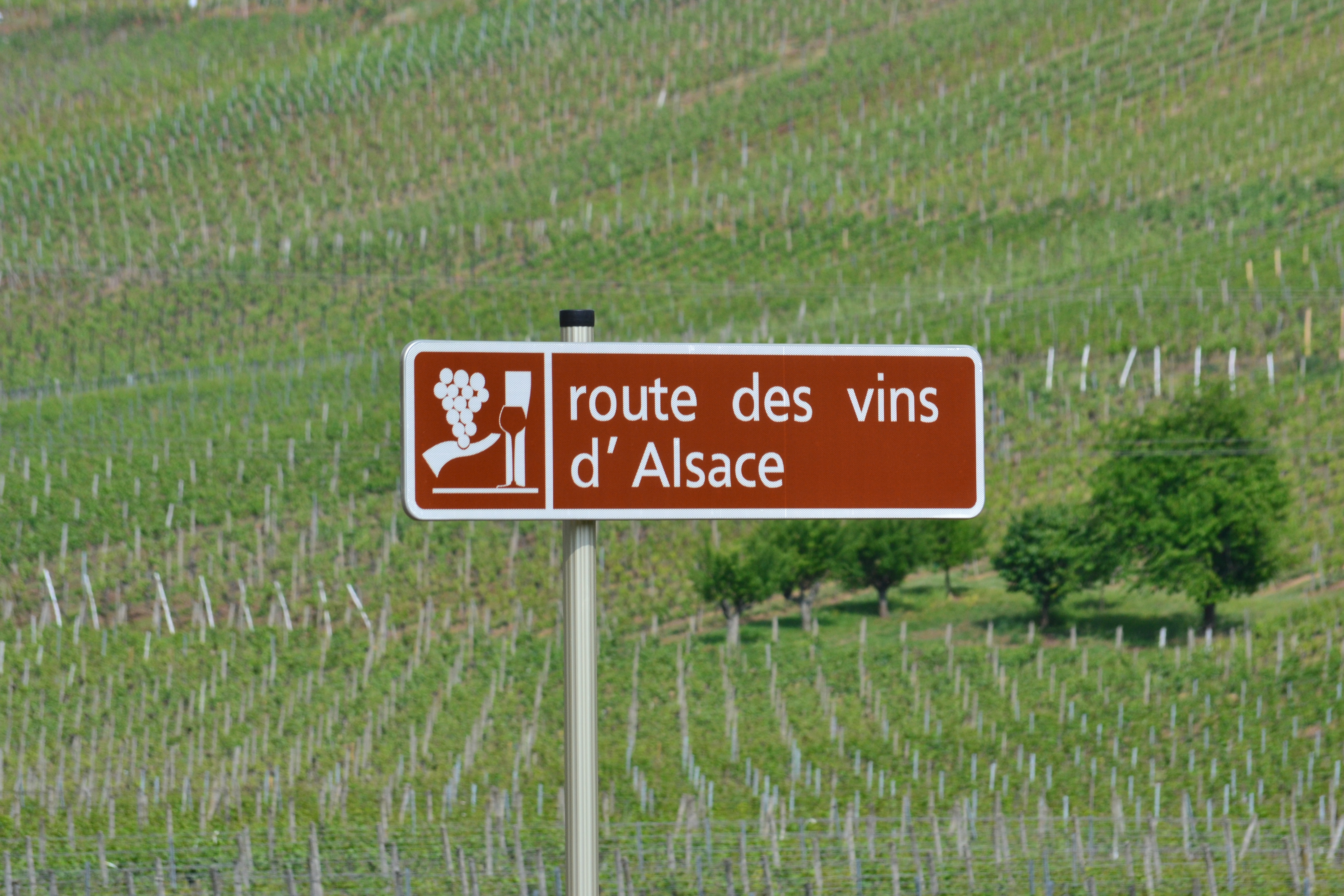
Schild Route des Vins d’Alsace

Die Elsässer Weinstraße (französisch Route des Vins d’Alsace) ist eine der ältesten Touristenstraßen in Frankreich. Sie wurde 1953 eingerichtet und erstreckt sich auf 170 Kilometern Länge durch das Weinbaugebiet Elsass in den Départements Bas-Rhin und Haut-Rhin. Der Routenverlauf ist durch ein Orientierungslogo gekennzeichnet (goldene Traube mit Weinglas und Unterschrift route des vins d’Alsace).

## Geographie
Die Elsässer Weinstraße verläuft in strikter Nord-Süd-Richtung am Fuß der Vogesen und damit am Westrand der Oberrheinebene. Damit bildet sie die südliche Fortsetzung der 18 Jahre länger ausgewiesenen Deutschen Weinstraße. Die Rebhänge mit einer Gesamtanbaufläche von 14.500 Hektar liegen beiderseits der Straße auf einem ein bis drei Kilometer breiten Streifen.
Die Strecke ist auf kleineren Landstraßen westlich und oberhalb der Autoroute (Autobahn) (A 35) so geführt, dass sie 67 der 119 Elsässer Weinbaugemeinden und 49 der 51 als Alsace Grand Cru ausgewiesenen Rebflächen berührt.

## Geschichte des Tourismus

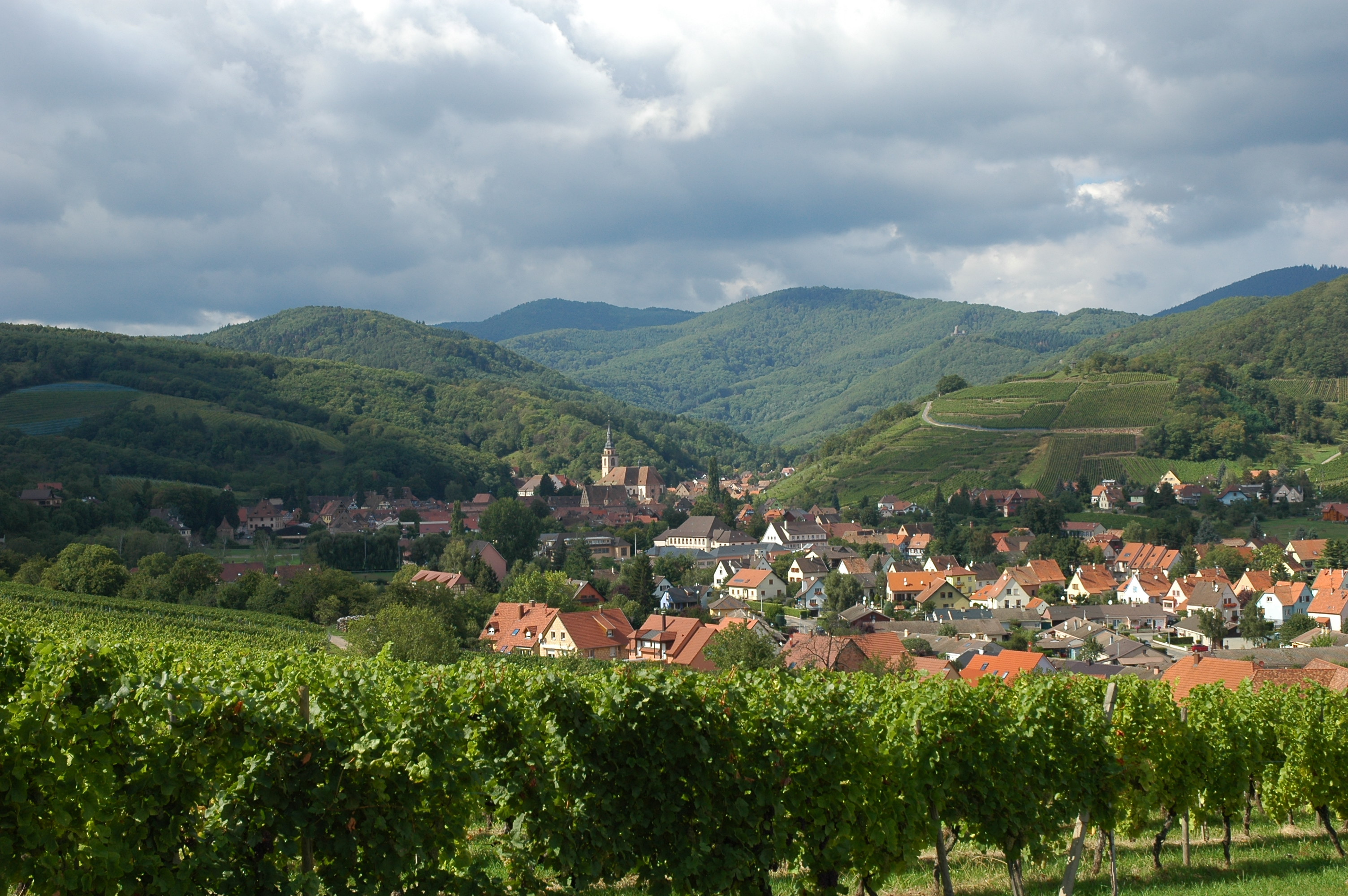
Rebhänge bei Andlau

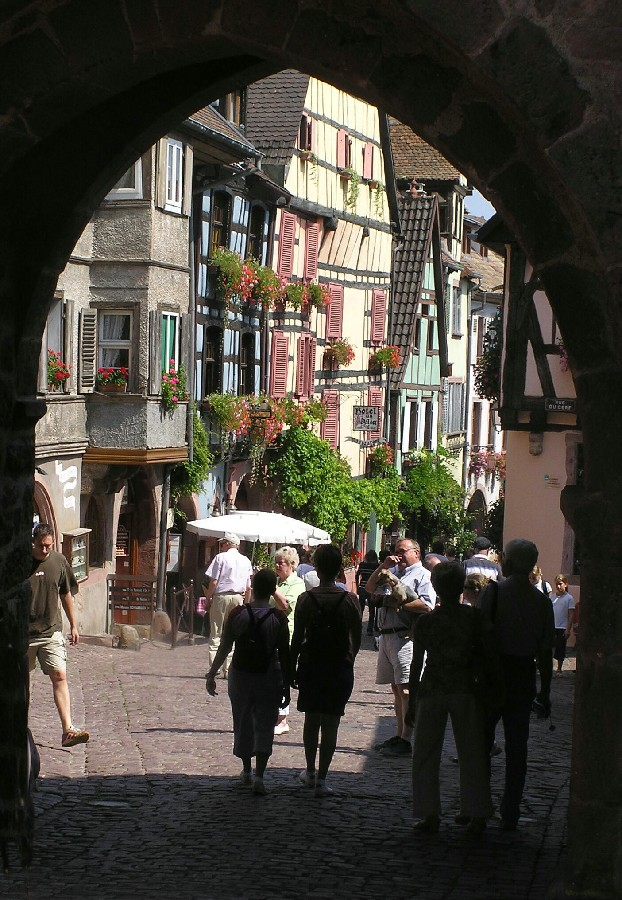
Riquewihr/Reichenweier: Blick durch das Tor (Dolder) in die Altstadt

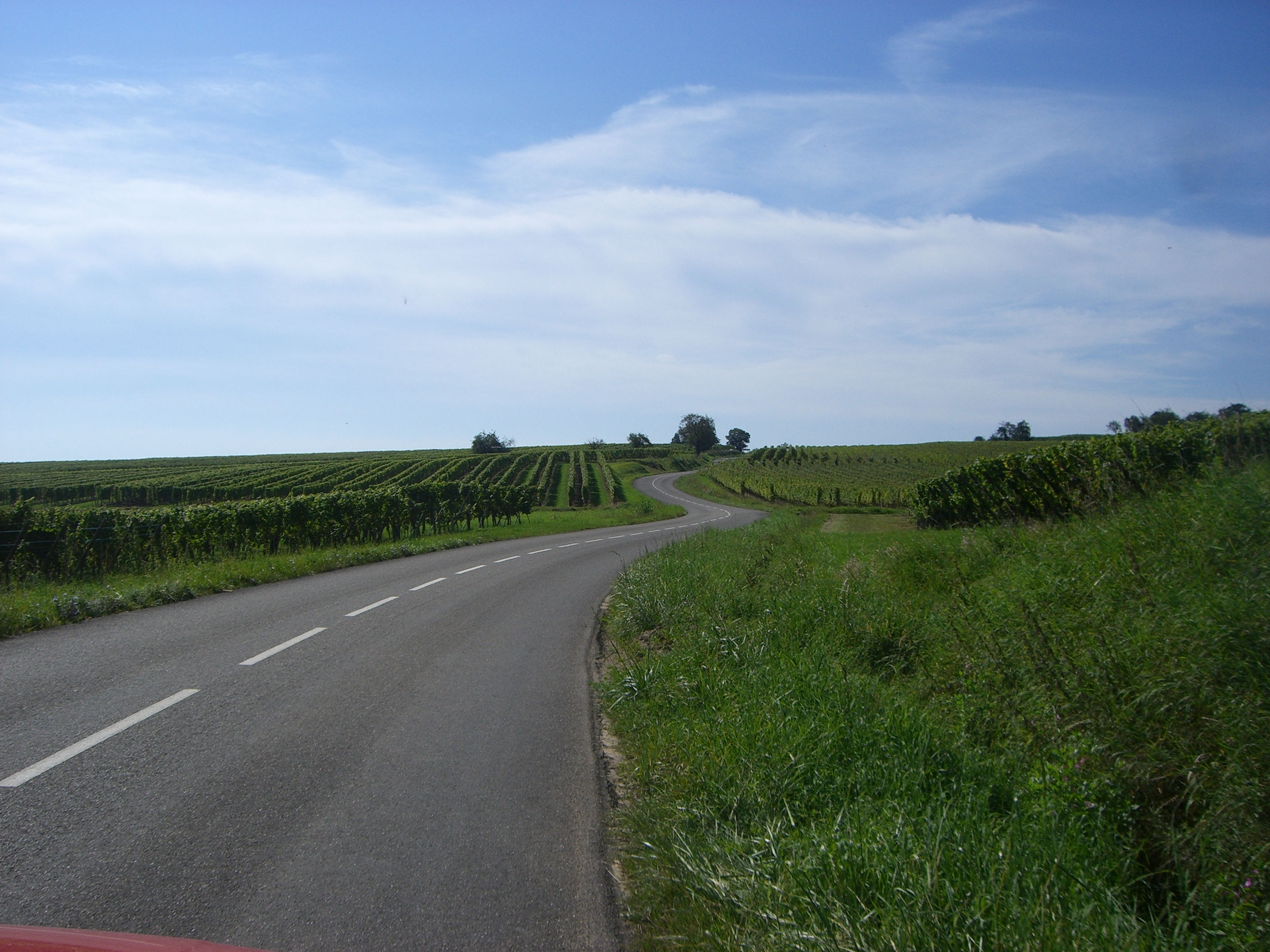
Die Weinstraße windet sich durch die Anbauflächen.

Am 30. Mai 1953 wurde die Elsässische Weinstraße vom Tourismusverband mit zwei Autokonvois eingeweiht: Je ein Konvoi startete vom Nordende des Elsässer Weinbaugebiets in Marlenheim sowie von dessen Südende in Thann und fuhr einander entgegen. Unterwegs fanden mehrere Weinproben und touristische Besichtigungen statt. Trotz schlechten Wetters verbuchte die Regionalpresse die Veranstaltung als erfolgreichen Startschuss für die Route des Vins d’Alsace.
Im Laufe der zweiten Hälfte des 20. Jahrhunderts erfreute sich die Elsässer Weinstraße bei verbesserter Infrastruktur und steigenden Besucherzahlen immer größerer Beliebtheit. Der Tourismusverband setzt in seiner Werbung auf ein Konzept, das den Genuss von Wein und charakteristischer Gastronomie (Gänseleberpastete, Zwiebelkuchen und Sauerkraut) verbinden soll mit einem Aufenthalt in gepflegten Ortschaften mit pittoresken Fachwerkhäusern, der Besichtigung der umliegenden Burgen und Schlösser, dem Besuch von Kunst- und Kulturmuseen. Ein spezielles Weinbaumuseum gibt es zudem in Kientzheim.
Von Besuchern moniert werden die Überfüllung der Straßenzüge zur Hauptferienzeit (Juli/August), Unterkünfte und gastronomischen Betriebe sowie die Parkplatznot vornehmlich in den südlichen Weinorten, die auf Massentourismus nicht ausgerichtet sind. So hat beispielsweise Riquewihr (Reichenweier), ein Ort mit komplett erhaltenem mittelalterlichem Stadtbild von gut 1000 Einwohnern, jährlich mehr als einer Million Touristen zu verkraften. Darunter leidet auch in den überlasteten Lokalitäten die Qualität und Authentizität der Gastronomie.
Der Herbst ist die Hochsaison für Weinproben (dégustation), und auf zahlreichen Weingütern wird Vin Nouveau ausgeschenkt; jedoch sind während dieser Zeit die Rebhänge wegen der Lese nur eingeschränkt zugänglich. Der Winter ist die ruhigste Zeit für individuelle Besuche der über 300 Weingüter (auf Anfrage) und kulturelle Besichtigungen, aber in kleineren Orten haben manche Einrichtungen geschlossen.
50 Weinfeste finden jährlich zwischen April und November mit Festumzügen und Weinproben in den einzelnen Dörfern statt. Mitte August wird alljährlich in Colmar eine überregional bedeutende Weinmesse im Zusammenhang mit Kunstausstellungen und Konzerten veranstaltet. Kleinere regionale Weinmessen gibt es in einigen Orten an der Weinstraße, beispielsweise in Molsheim, Obernai, Barr, Rouffach (Öko-Anbau) und Guebwiller.
Vom Elsässischen Winzerverband ausgesuchte Weingüter stehen für Gruppenführungen und organisierte Weinproben zur Verfügung; auf Anfrage sind aber auch viele kleinere Weingüter offen für individuelle Besucher. Durch die Rebhänge sind von den lokalen Winzergenossenschaften 46 „Weinfußwege“ – davon 26 Lehrpfade mit Infotafeln – teilweise ortsübergreifend eingerichtet worden, die ganzjährig begehbar sind, abgesehen von der Weinlesezeit im September/Oktober.

## Weinbau
Beiderseits der Elsässer Weinstraße wachsen im Wesentlichen sieben Rebsorten (siehe auch Weinbaugebiet Elsass):
- Riesling, mit ca. 23 % der Rebfläche
- Pinot Blanc, mit ca. 21 %
- Gewürztraminer, mit ca. 16 %
- Pinot Gris, mit ca. 12 %
- Sylvaner, mit ca. 10 %
- Pinot noir als einzige rote Rebsorte, mit ca. 9 % sowie
- Muscat, mit 3 %.

Die verbliebenen 6 Prozent der Fläche gehören Auxerrois, Chasselas und vereinzelt Experimenten mit seltenen Sorten (z. B. dem Klevener im Klevener de Heiligenstein, der bei Heiligenstein angebaut wird).
Von den 51 ausgewiesenen Grand Cru-Arealen im Elsass liegen nur zwei – Altenberg de Wolxheim und Engelberg – nicht unmittelbar an der Elsässer Weinstraße.

## Orte an der Weinstraße
Die folgenden Gemeinden liegen – von Nord nach Süd – an der Elsässischen Weinstraße. Grundsätzlich liegt der Schwerpunkt des Tourismus auf den Dörfern im südlichen Département Haut-Rhin, wo sich die Grand-Cru-Lagen und die kunsthistorisch relevanten Attraktionen konzentrieren.
Vier dieser Gemeinden (Mittelbergheim, Eguisheim, Hunawihr und Riquewihr) wurden von der Vereinigung Les plus beaux villages de France prämiert.
Zwei dieser Gemeinden (Obernai und Thann) gehören zur Vereinigung Les plus beaux détours de France.
Département Bas-Rhin
- Marlenheim (nördliches „Tor zur Weinstraße“, Grand Cru Steinklotz)
- Wangen (mittelalterliche Stadtbefestigung mit zwei Türmen)
- Westhoffen (deutsch Westhofen im Elsass)
- Traenheim (deutsch Tränheim)
- Balbronn (deutsch Ballbronn)
- Bergbieten (Grand Cru Altenberg)
- Dangolsheim
- Soultz-les-Bains (deutsch Sulzbad)
- Avolsheim (Kirche Dompeter)
- Molsheim (historische Universitätsstadt, Grand Cru Bruderthal)
- Mutzig (mittelalterliche Stadtbefestigung)
- Dorlisheim
- Rosheim (mittelalterliche Stadtbefestigung, romanische Kirche St. Peter und Paul)
- Bœrsch (mittelalterliche Stadtbefestigung, Renaissance-Rathaus und -Brunnen)
- Ottrott (Burgruinen Lützelburg und Rathsamhausen, Heidenmauer)
- Obernai (deutsch Oberehnheim, wichtigster Touristenort im Département Bas-Rhin am Fuß des Odilienbergs; Renaissance-Architektur)
- Bernardswiller (deutsch Bernhardsweiler)
- Heiligenstein (Burgruine Landsberg)
- Barr (Grand Cru Kirchberg)
- Mittelbergheim (Grand Cru Zotzenberg)
- Andlau (drei Grands Crus Kastelberg, Moenchberg, Wiebelsberg; Abteikirche; Burgen Spesburg und Hoh-Andlau)
- Eichhoffen (deutsch Eichhofen)
- Itterswiller (deutsch Ittersweiler, alte Römerstraße)
- Nothalten (Grand Cru Muenchberg)
- Blienschwiller (deutsch Blienschweiler, Grand Cru Winzenberg)
- Dambach-la-Ville (deutsch Dambach; mittelalterliche Stadtbefestigung, Grand Cru Frankstein, Burgruine Bernstein)
- Scherwiller (deutsch Scherweiler, Burgruinen Ortenbourg (Burg Ortenberg) und Ramstein)
- Châtenois (deutsch Kestenholz, mittelalterliche Stadtbefestigung)
- Kintzheim (Burgruine, Tierpark, Grand Cru Praelatenberg)
- Orschwiller (deutsch Orschweiler, Burg Haut-Koenigsbourg (Hohkönigsburg))

Département Haut-Rhin
- Saint-Hippolyte (am Fuß der Hohkönigsburg)
- Rodern (eine Herkunftsregion des Spätburgunders, Grand Cru Gloeckelberg)
- Rorschwihr
- Bergheim (Stadtbefestigung, zwei Grands Crus Altenberg und Kanzlerberg)
- Ribeauvillé (ein Zentrum des Tourismus mit drei Grands Crus (Geisberg, Kirchberg, Osterberg) und drei Burgen)
- Hunawihr (Grand Cru Rosacker)
- Zellenberg (Grand Cru Froehn)
- Riquewihr (Kernort des Tourismus mit komplett erhaltenem mittelalterlichen Stadtbild; 2 Grands Crus Schoenenbourg und Sporen)
- Beblenheim (Grand Cru Sonnenglanz)
- Mittelwihr (Grand Cru Mandelberg)
- Bennwihr (Grand Cru Marckrain)
- Sigolsheim (Grand Cru Mambourg)
- Kientzheim (Renaissance-Schloss, Sitz der Bruderschaft Saint-Étienne; älteste Grand Cru Schlossberg – seit 1975 – sowie Furstentum)
- Kaysersberg (Zentrum des Tourismus, mit Architektur aus Mittelalter und Renaissance; Geburtsort von Albert Schweitzer; Weihnachtsmarkt)
- Ammerschwihr (mittelalterliche Stadtbefestigung, Weinlage Kaefferkopf; Golfplatz)
- Katzenthal (Grand Cru Wineck-Schlossberg)
- Ingersheim (Grand Cru Florimont)
- Niedermorschwihr (Grand Cru Sommerberg)
- Turckheim (Touristenzentrum mit Stadtbefestigung, mittelalterlichem und Renaissance-Ortsbild; Grand Cru Brand)
- Colmar (Hauptstadt des Départements und kulturelles Zentrum der Elsässischen Weinstraße)
- Wintzenheim (fünf Burgen in der Nähe, gallo-römische Villa, Grand Cru Hengst)
- Wettolsheim (Grand Cru Steingrubler)
- Eguisheim (drei Burgen, mittelalterliche Architektur, zwei Grands Crus Eichberg und Pfersigberg)
- Husseren-les-Châteaux
- Vœgtlinshoffen
- Obermorschwihr
- Hattstatt (Grand Cru Hatschbourg)
- Gueberschwihr (Grand Cru Goldert)
- Pfaffenheim
- Rouffach
- Westhalten (Eingang zu einem Tal mit drei Grands Crus, Zinnkoepflé, Vorbourg, Steinert)
- Soultzmatt (am Fuße der Grand Cru Zinnkoepflé, die mit 420 m Höhe die höchste Stelle an der Weinstraße ist)
- Orschwihr (Grand Cru Pfingstberg)
- Bergholtzzell
- Bergholtz
- Guebwiller (einziger Ort an der Weinstraße mit vier Grands Crus: Kessler, Kitterlé, Saering und Spiegel)
- Soultz (drei Burgen, Dorfkirche mit Silbermann-Orgel, Renaissancehäuser)
- Wuenheim (am Hartmannswillerkopf; Grand Cru Ollwiller und Burgruine)
- Cernay (Ausgangspunkt der Route des Crêtes)
- Vieux-Thann
- Thann (Südliches Tor zur Weinstraße, Grand Cru Rangen)

## Wein-Bruderschaften
Im Elsass gibt es zehn Wein-Bruderschaften (Confréries), die Weine in feierlichen Ritualen prüfen und prämieren. Die älteste unter ihnen ist die Confrérie St. Étienne in Kientzheim, die jährlich in fünf Kategorien das international begehrte St.-Étienne-Siegel an Weine aus dem gesamten Elsass vergibt. In der historischen Vinothek der Bruderschaft lagern 60.000 Flaschen; die ältesten Weine stammen von 1834.
Die übrigen Bruderschaften prämieren nur lokale Weine.

## Önologie und Weindidaktik
In Colmar befindet sich das Maison des Vins d’Alsace, das eine Weinprüfstelle und eine Weinbauschule für Seminare zur Vorbereitung auf önologische Fachprüfungen unterhält. Hier befindet sich auch ein Dokumentationszentrum für Besucher mit Dauerausstellung, Videopräsentationen und Degustationsraum.

## Filme
- Bilderbuch. Elsass – Die nördliche Weinstraße. Dokumentarfilm, Deutschland, 2008, 43:40 Min., Buch und Regie: Willy Meier, Produktion: av medien, Südwestrundfunk, Reihe: Bilderbuch, Folge 436, Erstsendung: 9. März 2008 bei Das Erste, Inhaltsangabe von ARD.
- Bilderbuch. Elsass – Die südliche Weinstraße. Dokumentarfilm, Deutschland, 2007, 44:05 Min., Buch und Regie: Willy Meier, Produktion: av medien, Südwestrundfunk, Reihe: Bilderbuch, Folge 415, Erstsendung: 17. Juni 2007 bei Das Erste, Inhaltsangabe von ARD und von fernsehserien.de.
- Die elsässische Weinstraße: Von Thann bis Colmar. Dokumentarfilm, Deutschland, 2000, 28 Min., Buch und Regie: Maria C. Schmitt, Produktion: Saarländischer Rundfunk, Reihe: Fahr mal hin, Filmdaten von WorldCat.